# Günther Blaicher
Günther Blaicher (* 22. Januar 1938 in Montabaur) ist ein deutscher Anglist und Hochschullehrer.

## Leben und Wirken
Günther Blaicher studierte nach seiner Reifeprüfung 1957 in Saulgau Anglistik und Romanistik an der Universität Bonn und der Universität des Saarlandes in Saarbrücken, unterbrochen durch ein Studienjahr in Frankreich. In Saarbrücken legte er 1963 und 1968 die beiden Staatsexamen für den höheren Schuldienst ab und promovierte 1966 bei Thomas Finkenstaedt mit einer Arbeit über „Das Weinen in mittelenglischer Zeit. Studien zur Gebärde des Weinens in historischen Quellen und literarischen Texten“. Von 1963 bis 1965 arbeitete er als Lektor für deutsche Sprache an der University of Glasgow, von 1965 bis 1966  als wissenschaftlicher Assistent an der Universität des Saarlandes und von 1966 bis 1968 im Schuldienst. 1968 wurde er in Saarbrücken akademischer Rat und habilitierte sich 1974 für Englische Philologie und wurde zum außerplanmäßigen Professor ernannt. Im Jahre 1977 übernahm er einen Lehrstuhl für Englische Literaturwissenschaft an der Universität Eichstätt. 1988 hatte er eine Gastprofessur an der University of Minnesota inne. 2003 trat er in den Ruhestand.
Blaicher beschäftigt sich in seinen Veröffentlichungen vor allem mit der englischen Literatur des 18. Jahrhunderts, dem Werk von Lord Byron und der Stereotypenforschung in Bezug auf England und das deutsch-englische Verhältnis.

## Veröffentlichungen (Auswahl)
- Freie Zeit, Langeweile, Literatur. Studien zur therapeutischen Funktion der englischen Prosaliteratur im 18. Jahrhundert (= Quellen und Forschungen zur Sprach- und Kulturgeschichte der germanischen Völker, N.F., Bd. 69). de Gruyter, Berlin 1977, ISBN 3-11-006951-2 (= Habilitationsschrift Universität des Saarlandes).
- Vorurteil und literarischer Stil. Zur Interaktion von Autor und zeitgenössischem Leserpublikum in Byrons Don Juan (= Eichstätter Universitätsreden, Bd. 18). Minerva Publ., München 1979, ISBN 3-597-30018-9.
- Die Erhaltung des Lebens. Studien zum Rhythmus der englischen Komödie von William Shakespeare bis Edward Bond (= Eichstätter Beiträge, Abt. Sprache u. Literatur, Bd. 5). Pustet, Regensburg 1983, ISBN 3-7917-0775-2.
- (Hrsg.): Germany in British poetry since 1945. An anthology (= Eichstätter Materialien, Bd. 11). Pustet, Regensburg 1987, ISBN 3-7917-1127-X.
- (Hrsg.): Erstarrtes Denken. Studien zu Klischee, Stereotyp und Vorurteil in englischsprachiger Literatur. Narr, Tübingen 1987, ISBN 3-87808-326-2.
- Das Deutschlandbild in der englischen Literatur. Wissenschaftliche Buchgesellschaft, Darmstadt 1992, ISBN 3-534-11227-X.
- (Hrsg.): Romantic continuities (= Studien zur englischen Romantik, Bd. 4). Verlag Die Blaue Eule, Essen 1992, ISBN 3-89206-392-3.
- (Übers.): Herbert G. Wells / Mr. Polly steigt aus. Insel-Verlag, Frankfurt/M. 1993, ISBN 3-458-16573-8.
- (Hrsg.): Mary Shelleys "Frankenstein". Text, Kontext, Wirkung (= Studien zur englischen Romantik, Bd. 8). Verlag Die Blaue Eule, Essen 1994, ISBN 3-89206-568-3.
- (Hrsg.): Death-in-life. Studien zur historischen Entfaltung der Paradoxie der Entfremdung in der englischen Literatur (= Literatur, Imagination, Realität, Bd. 16). Wiss. Verlag Trier, Trier 1998, ISBN 3-88476-297-4.
- Merry England. Zur Bedeutung und Funktion eines englischen Autostereotyps. Narr, Tübingen 2000, ISBN 3-8233-5217-2.
- (Hrsg., mit Brigitte Glaser): Die Rezeption Byrons in der deutschen Kritik (1820–1914). Eine Dokumentation. Königshausen u. Neumann, Würzburg 2001, ISBN 3-8260-2113-4.
- (Hrsg., u. Übers., mit Ria Blaicher): Merry Christmas! Die schönsten Weihnachtsgeschichten aus England. Insel-Verlag, Frankfurt/M. 2007, ISBN 3-458-35001-2.
- Die Deutschen als "das Volk der Dichter und Denker". Entstehung, Kontexte und Funktionen eines nationalen Stereotyps. In: Historische Zeitschrift, Bd. 287 (2008), H. 2, S. 319–340.
- (Hrsg., mit Ria Blaicher): Gegen den Strich. Englische Essays aus vier Jahrhunderten (= Anglistik, Amerikanistik, Bd. 39). LIT, Münster 2015, ISBN 978-3-643-13540-7.

Außerdem zahlreiche Aufsätze in Fachzeitschriften und Sammelbänden.